# Totoltepec de Guerrero
Totoltepecde Guerrero là một đô thị thuộc bang Puebla, México. Năm 2005, dân số của đô thị này là 1089 người.